# رفیع شریعتمدار
ملا رفیع شریعتمدار گیلانی روحانی شیعه دارای درجه اجتهاد و از مالکان و ثروتمندان گیلان در عهد ناصرالدین شاه قاجار بود. 
او از اهالی فیلده رودبار بود و پس از تحصیل علوم دینی در عتبات عالیات به گیلان بازگشت و در رشت ساکن شد و مرجع دینی و شرعی اهالی گردید و با دریافت وجوهات و عشریه مربوط به حل دعاوی، به یکی از متمولین طراز اول گیلان بدل شد.

## کارهای عمرانی وی
او از نفوذ و ثروت خود در جهت کارهای عام المنفعه استفاده می‌کرد و از اقدامات ارزشمند او می توان به این ها اشاره کرد:
- جاده سازی
- ساختن پل عراق رشت
- بازسازی پل منجیل
- ساختن سر در بقعه خواهر امام رشت
- ساختن کاروانسرا در گیلان
- ساختن بازار در گیلان

## فرزندان
فرزندان او علاوه بر ثروت پدر، نفوذ سیاسی و اجتماعی وی را هم به ارث بردند. او نیای خانواده‌های شریعتمدار، شریعت زاده و رفیع می باشد.

### پسران
- حاج شیخ محمد ابراهیم مجتهد (معروف به حاجی مجتهد)
- ملا محمدمهدی شریعتمدار
- میرزا خلیل رفیع (نخستین شهردار رشت)

#### نوه
- رضا رفیع (پسر ملا محمدمهدی شریعتمدار؛ قنسول افتخاری سفارت روس و رابط با وزارت امور خارجه ، مشاور سیاسی رئیس قشون ، نماینده تالش ، سناتور)